# Stenums kyrka
Stenums kyrka är en kyrkobyggnad som sedan 2018 tillhör Valle församling (2010-2018 Axvalls församling och tidigare Stenums församling). Den ligger i Skara kommun.

## Kyrkobyggnaden
Kyrkan uppfördes år 1867 efter Ludvig Hawermans ritningar och är utförd i nyklassicistisk stil med drag av nygotik. Den ersatte en romansk absidkyrka på platsen som revs. Stenen från den gamla kyrkan återanvändes, medan trädelarna eldades upp. Den nya kyrkan fick en tidsenlig inredning och schablonmålningar. Invigningen skedde den 24 november 1867 av biskop Johan Albert Butsch.
År 1925 renoverades kyrkan efter ritningar av Axel Forssén. Golvet byttes ut och interiören fick en ny färgsättning med marmoreringar. Kyrkbänkarna kapades vid ytterväggarna för att åstadkomma sidogångar och försågs här med gavlar. Bänkskärmar tillverkades och korbänkarna avlägsnades. Altarringen flyttades ut någon meter från väggen och avkortades vid sidorna. Nummertavlor och kors på korsskranket avlägsnades och ovanför placerades en rad ljushållare. Taket målades med äggoljetempera och även inredning och fönster målades. År 1928 försågs kyrkan med en altartavla målad av Gerda Höglund. 
En ytterligare renovering under ledning av Adolf Niklasson företogs 1952. Då tillkom en ny läktarunderbyggnad och en ny läktartrappa, bänkarna gjordes om, altartavlan byttes, ett stort kors från 1800-talet återinsattes ovan korskranket och färgsättningen ändrades. Utvändigt byggdes vindfång, skorstenen revs och elektricitet drogs in. Vid en extern renovering 1993 utfördes flera plåtslageriarbeten och kyrkan putsades om.

## Inventarier
- Kalkformad odekorerad dopfunt av romansk typ.

Från kyrkans tillkomst 1867 har även följande inventarier bevarats: altarring, altare, altarskrank, nummertavlor och predikstol.

### Klockor
Kyrkan har två medeltida klockor som saknar inskrifter.
- Storklockan har en 1200-tals campanulaform. Den har ett antal små inristade kors och på kroppens ena sida även en inristad pilbåge med hullingförsedd pil.
- Lillklockan är kort och bred och senmedeltida eller möjligen ändå yngre.

### Orglar
- 1880 byggde Salomon Molander & Co, Göteborg en orgel med 6 stämmor.
- Den nuvarande orgeln på läktaren i väster har en fasad byggd 1880 av Salomon Molander. Orgelverket byggdes 1935 om av Nordfors & Co, Lidköping, varvid dock många av Molanders delar finns kvar. Instrumentet har sju stämmor fördelade på manual och pedal.[3] Orgeln är pneumatisk och har fasta kombinationer.

| Manual       | Pedal      | Koppel     |
| Borduna 16'  | Subbas 16' | Man/Ped    |
| Principal 8' |            | Man 4'/Man |
| Gedackt 8'   |            |            |
| Fugara 8'    |            |            |
| Oktava 4'    |            |            |
| Trumpet 8'   |            |            |

#### Kororgel
- En orgel placerad nära koret i söder inköptes 1989 från Smedmans Orgelbyggeri AB, Lidköping. Den har elva stämmor fördelade på två manualer och pedal.[4] Orgeln är mekanisk.

| Huvudverk I     | Svällverk II      | Pedal      | Koppel |
| Rörflöjt 8'     | Gedackt 8´        | Subbas 16´ | I/P    |
| Principal 4'    | Koppelflöjt 4'    |            | II/P   |
| Täckflöjt 4'    | Spetsflöjt 2'     |            | II/I   |
| Kvinta 3'       | Crescendosvällare |            |        |
| Oktava 2'       |                   |            |        |
| Ters 1 3/5'     |                   |            |        |
| Mixtur 2-3 chor |                   |            |        |
| Tremulant       |                   |            |        |

## Bilder

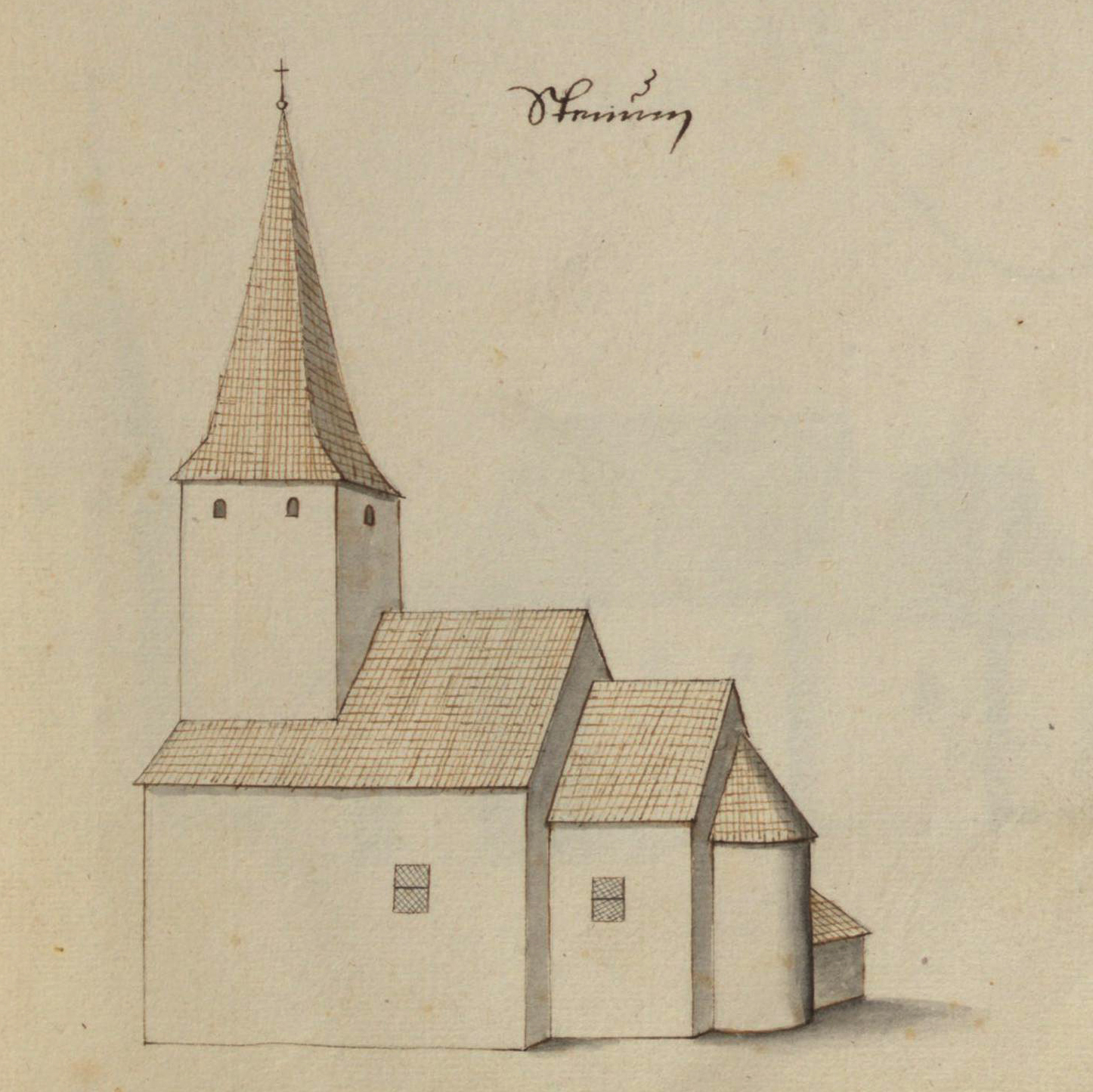
Den medeltida absidkyrkan på teckning omkring 1670.
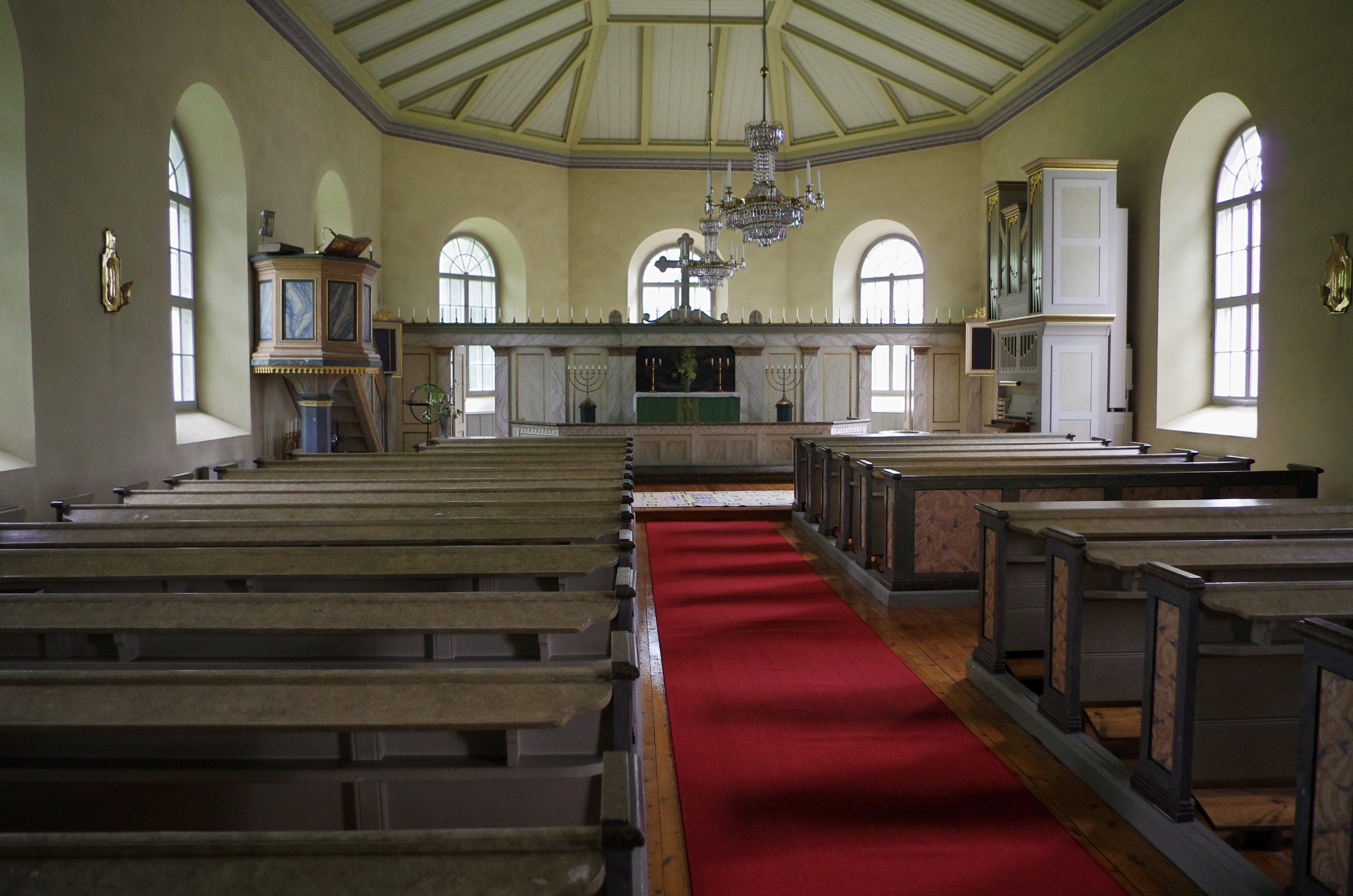
Interiör mot koret
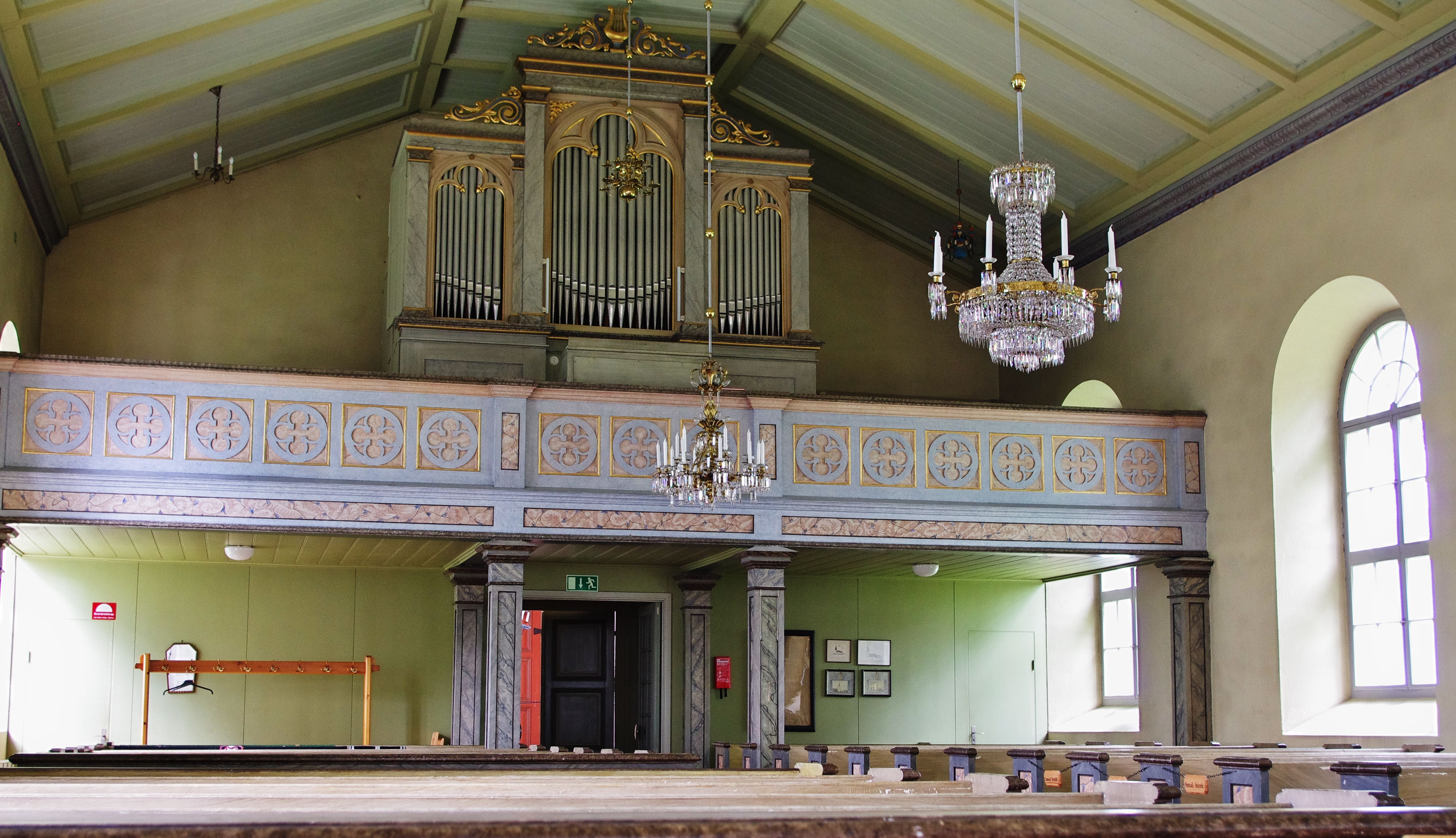
Interiör mot orgelläktaren
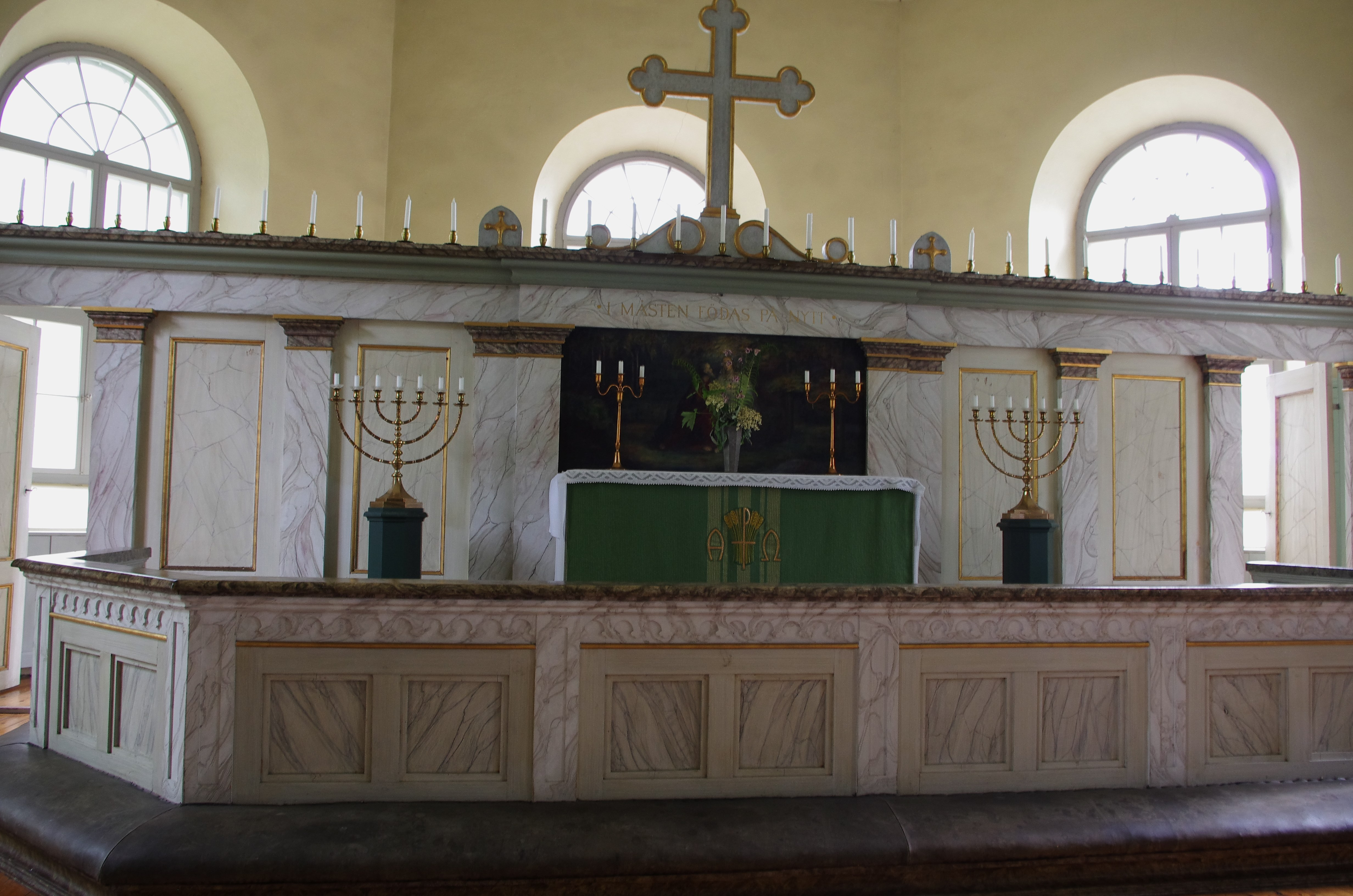
Altare och skrank
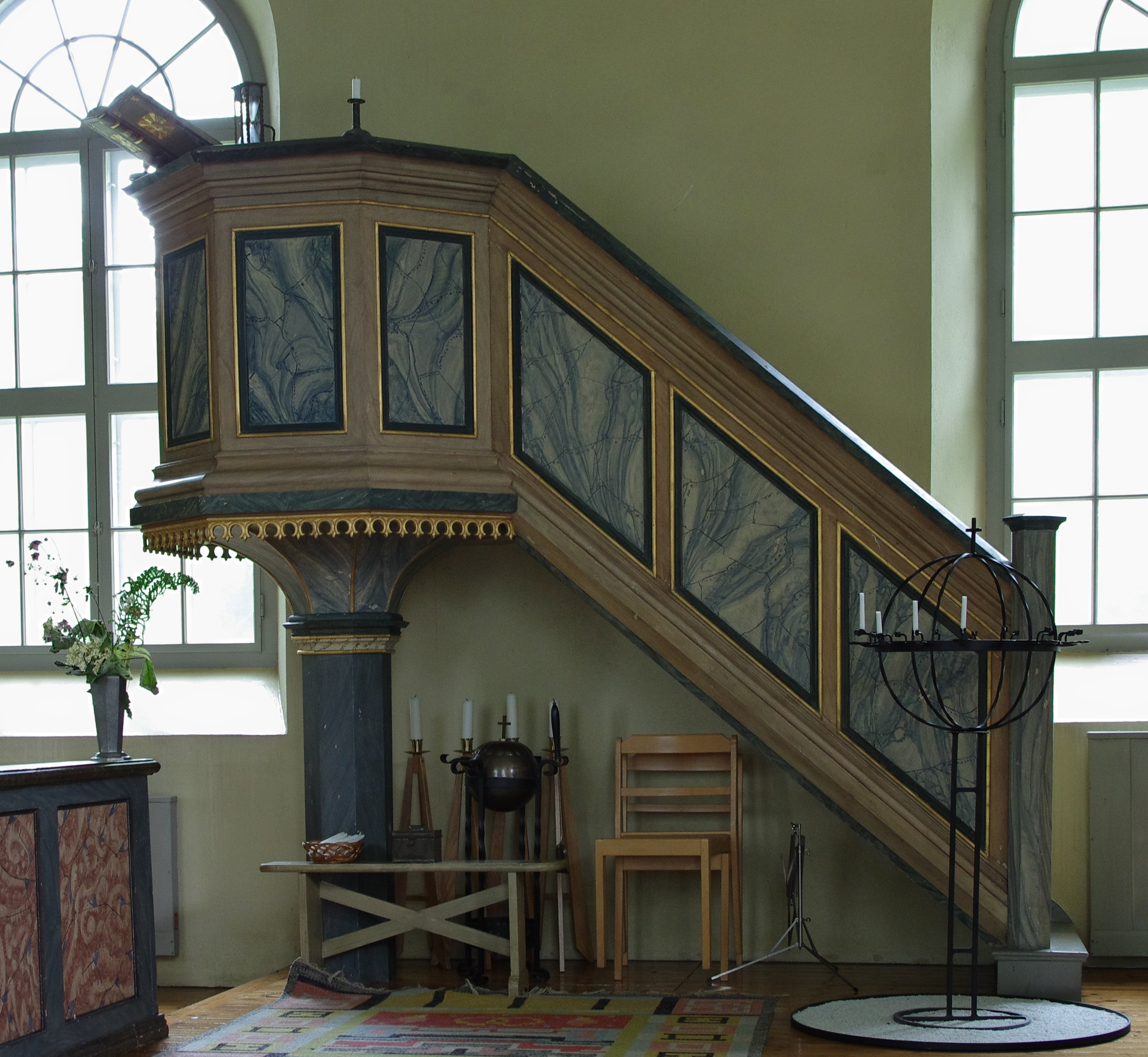
Predikstolen från 1867
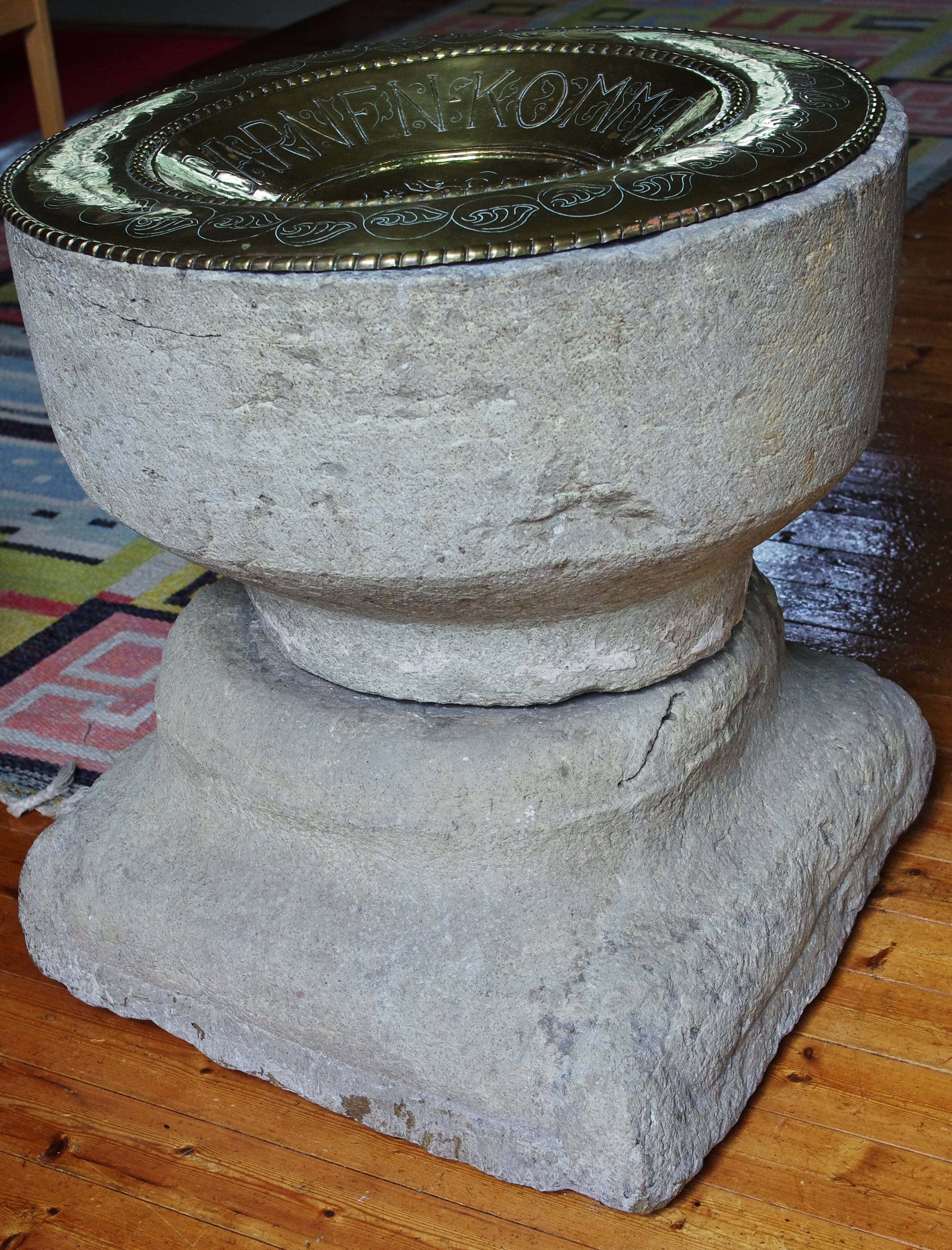
Dopfunten från medeltiden
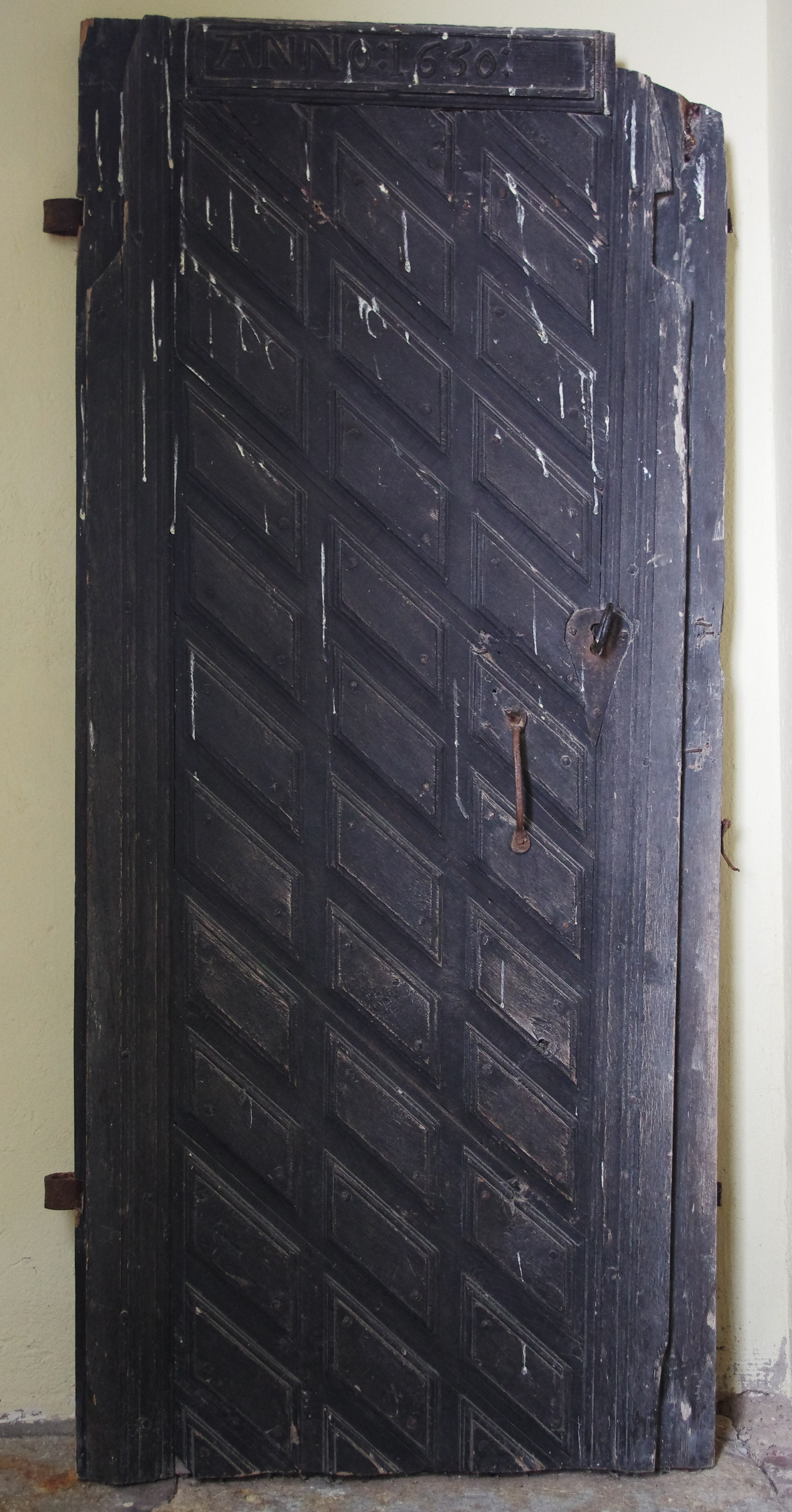
En dörr från 1630